# 赫努曼格尔
赫努曼格尔（Hanumangarh），是印度拉贾斯坦邦赫努曼格尔县的一个城镇。总人口129654（2001年）。

## 人口
该地2001年总人口129654人，其中男性69583人，女性60071人；0—6岁人口18669人，其中男10192人，女8477人；识字率64.73%，其中男性为71.67%，女性为56.68%。